# Dendrobilharzia anatinarum
Dendrobilharzia anatinarum är en plattmaskart. Dendrobilharzia anatinarum ingår i släktet Dendrobilharzia och familjen Schistosomatidae. Inga underarter finns listade i Catalogue of Life.